# Parque Municipal Flor do Ipê
O Parque Municipal Flor do Ipê está localizado no bairro Flor do Ipê, nas proximidades do bairro Cristo Rei em Várzea Grande na Região Metropolitana de Cuiabá em Mato Grosso. No local do parque foi uma compensação ambiental de uma construtora, que doou a área de aproximadamente 19 hectares sendo 4 hectares com trilhas suspensas, onde foram realizada as primeiras obras no local, como banheiros e 750 metros de trilhas suspensas. Com a criação da unidade de conservação a sua infla-estrutura foi ampliada com uma academia a céu aberto que funciona até o primeiro horário da noite.
Devido a sua vocação para a visitação ecológica e não podendo ter atividades que gere impacto ambiental, a Administração Pública do município em parceria com a Secretaria de Meio Ambiente do Estado de Mato Grosso elevou a importância desta área como unidade de conservação e sua manutenção por meio do ICMS Ecológico.
Atualmente é possível fazer a contemplação de diversas espécies de plantas nativas da extinta várzea como árvores, flores e toda a fauna silvestre, como diversas espécies de pássaros e mamíferos de pequeno porte (macacos, esquilos e tamanduá-mirim). 

## Revitalização

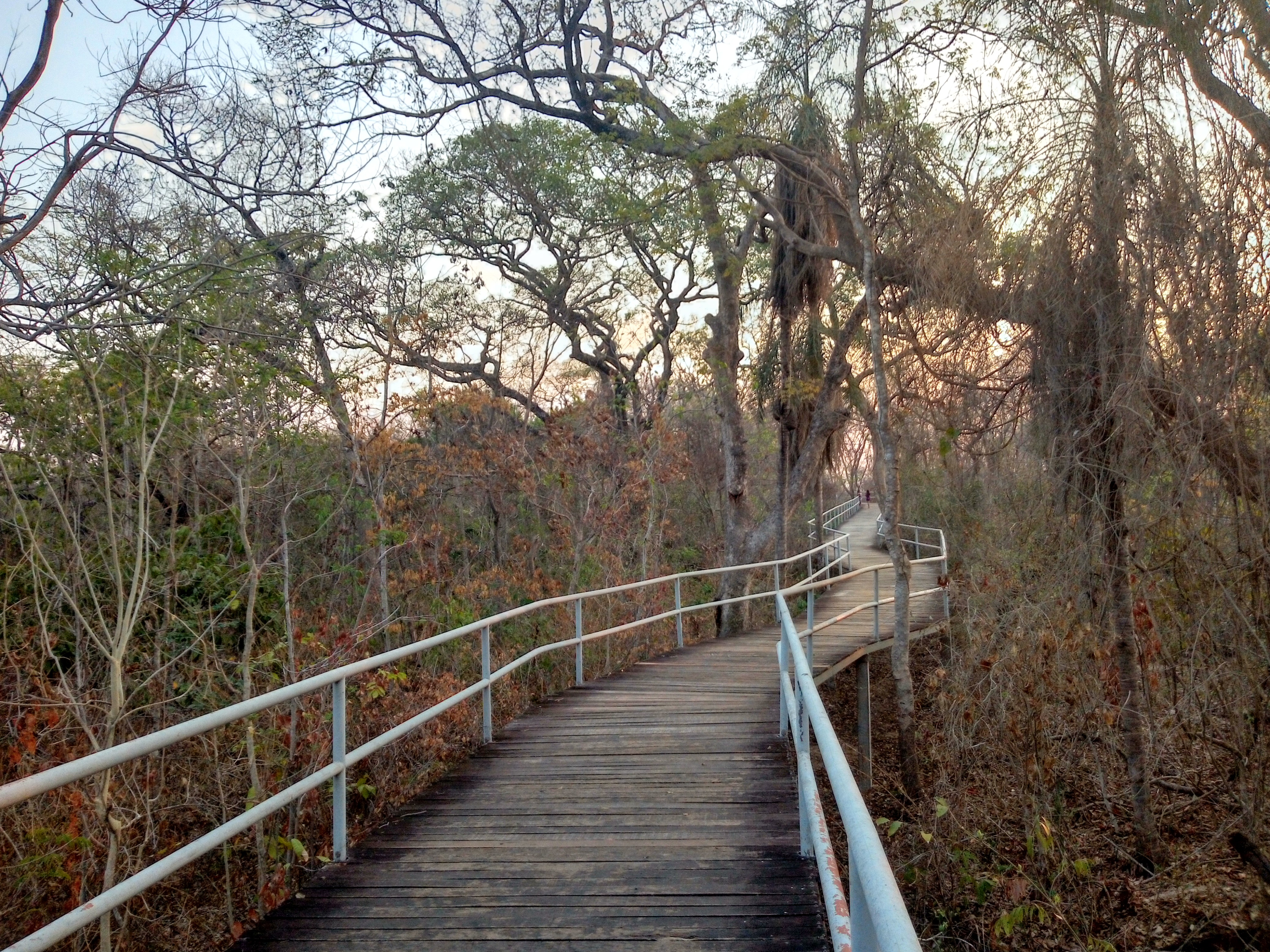
Interior do Parque Flor do Ipê.

A prefeitura municipal de Várzea Grande por meio da Secretaria de Meio Ambiente e Desenvolvimento Rural Sustentável deu inicio no dia 16 de abril de 2016 um projeto de revitalização da área. Em parceria com o Centro Universitário de Várzea Grande através dos alunos de Engenharia Ambiental e Arquitetura e a empresa BRF, na qual doou grama, bancos, parque infantil e mesas para jogos como xadrez e dama.  Sua revitalização foi concluída no dia 30 de abril e sendo o parque inaugurado no dia 14 de maio, véspera do aniversário da cidade. 